# Walter af Donner
Walter af Donner, född 2 september 1968 i Falu Kristine församling, Kopparbergs län, är en svensk friidrottare (långdistanslöpare). Han tävlade för Hässelby SK.